# Hełmówka świerkowa
Hełmówka świerkowa (Galerina camerina (Fr.) Kühner) – gatunek grzybów należący do rodziny podziemniczkowatych (Hymenogastraceae).

## Systematyka i nazewnictwo
Pozycja w klasyfikacji według Index Fungorum: Galerina, Hymenogastraceae, Agaricales, Agaricomycetidae, Agaricomycetes, Agaricomycotina, Basidiomycota, Fungi.
Po raz pierwszy opisał go w 1838 roku Elias Fries, nadając mu nazwę Agaricus camerinus. W 1955 r. Robert Kühner przeniósł go do rodzaju Galerina. Pozostałe synonimy:
- Galera camerina (Fr.) Ricken 1912
- Galerina pseudobadipes Joss. 1955
- Hylophila camerina (Fr.) Quél. 1886
- Naucoria camerina (Fr.) Sacc. 1887.

Polską nazwę nadał Władysław Wojewoda w 2003 r. dla synonimu Galerina pseudobadipes.

## Morfologia
Kapelusz
O średnicy 0,5–2,5 cm, początkowo wypukły, później płaskowypukły, z wybrzuszeniem pośrodku, gładki. Jest higrofaniczny, przezroczyście prążkowany do 1/3 promienia, w stanie wilgotnym żółtoczerwony, w stanie suchym żółtobrązowy.
Blaszki
19–25 z blaszeczkami (l = 1–3), przyrośnięto-wykrojone, dość gęste, o szerokości do 2,5 mm, wypukłe, początkowo żółtoochrowe, później żółtoczerwone.
Trzon
Wysokość 2,5–5 cm, grubość 0,15–0,3 cm, cylindryczny, nieco maczugowaty z pogrubioną podstawą, pusty,. Powierzchnia żółtoczerwona, stopniowo ciemniejąca do brązowawej w dolnej części, pokryta dość rzadkimi włókienkami białej osłony, które miejscami zlewają się w niewyraźne płatki, jednakże znikają one dość szybko.
Miąższ
W kapeluszu jasnobrązowy, w trzonie czerwonawy, bez wyraźnego zapachu i smaku.
Wysyp zarodników
Jasnoczerwony.
Cechy mikroskopowe
Bazydiospory 6–9 × 3,5–5,3 µm, Q = 1,44–1,79, gładkie, bez pory rostkowej, w widoku z przodu jajowato- eliptyczne i eliptyczne, w widoku z boku eliptyczne, cienkościenne, jasnoczerwone, żółto-czerwone. Podstawki 17–20 × 5,5–6,5 µm, maczugowate, czterozarodnikowe. Cheilocystydy 24–36 × 6,0–8,5 μm, wydłużono-stożkowate, z wrzecionowatym końcem, który stopniowo zwęża się w długą szyję i jest skierowany do przodu z pogrubionymi końcówkami o szerokości 2,0–5,0 μm. Brak pleurocystyd i pilocystyd. Kaulocystydy dwóch typów:
a) 43–52 × 4–7,5 μm, wydłużone, stożkowate, o pogrubionych wierzchołkach i szerokości 4–6 μm;
b) 12–36 × 6– 6,5 μm, maczugowate, cylindryczne i butelkowate. Skórka kapelusza zbudowana z lekko inkrustowanych strzępek o grubości 7–8,5 μm. Obecne sprzążki.

## Występowanie i siedlisko
W piśmiennictwie naukowym na terenie Polski do 2003 r. podano stanowiska na Babiej Górze, w późniejszych latach podano wiele następnych.
Saprotrof występujący w górskich lasach pod świerkami pospolitymi na próchniejącym, leżącym na ziemi martwym drewnie, często pokrytym mchami.